# Strömlinjeform

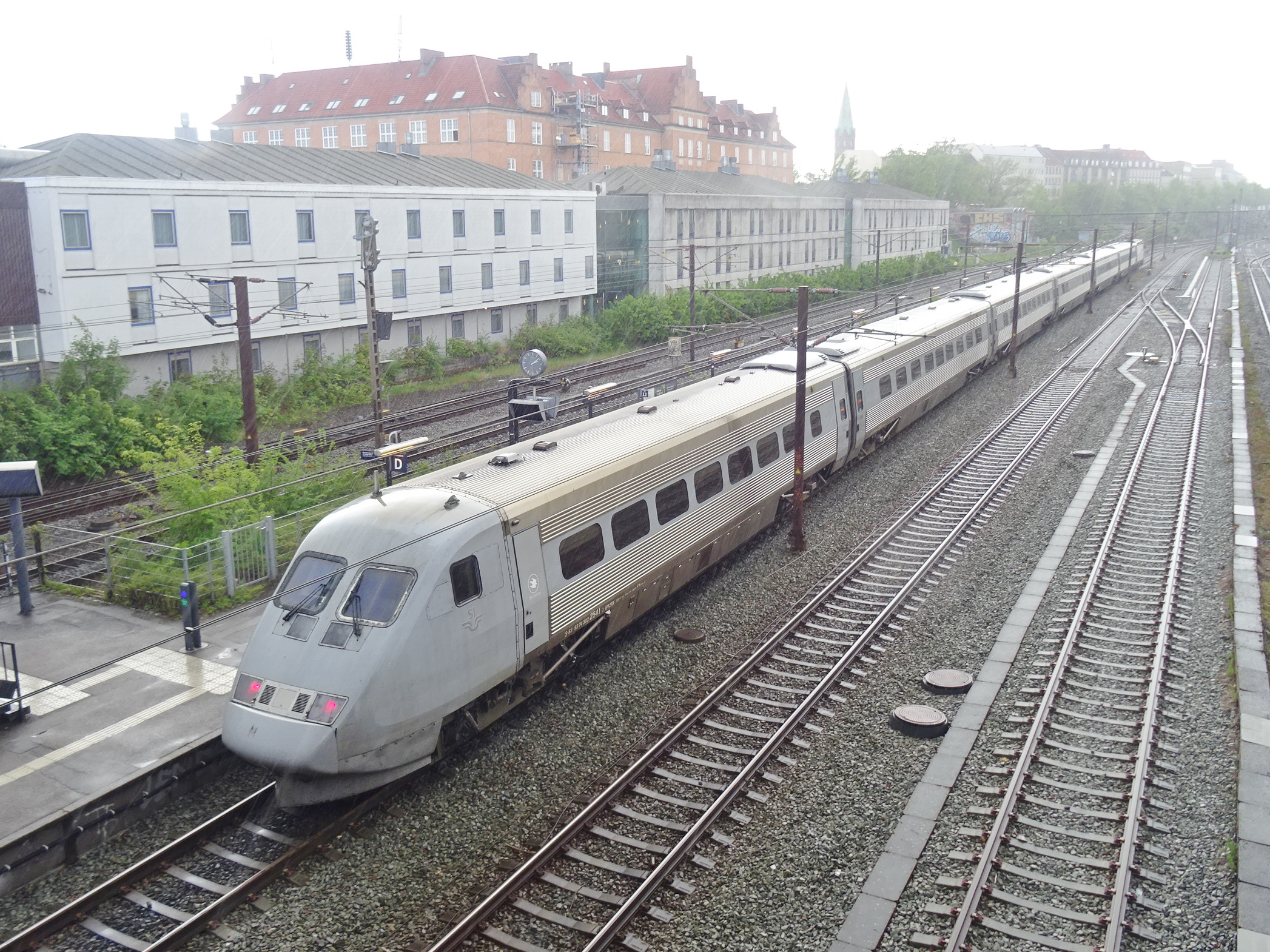
Många tåg har strömlinjeformad front för att minska luftmotståndet. Detta är tåg av typen X 2000. Dessa är välkända just för sin strömlinjeformade front.

De violetta symbolerna ger hastighetsfördelning i gränsskiktet, den svarta linjens tjocklek är proportionell mot trycket, de gröna strukturerna genererar virvlar.

Strömlinjeform, form hos farkoster (flygplan, tåg, bilar, båtar etcetera) som konstruerats för att göra så litet luft- eller vattenmotstånd som möjligt.
Strömlinjeformen blev främst ett begrepp på amerikanska bilar från sent 1930-tal och tidigt 1940-tal. Man hade börjat granska dåtidens bilar och kommit fram till att de hade fasansfullt högt luftmotstånd. Några exempel är en bil från 1920-talet som låg på cW 0,6-0,7 och dåtidens lastbilar hade ett luftmotstånd på cirka cW 1,0, vilket endast är marginellt lägre än en platta vars cW-värde ligger på cirka 1,15. Nu började en kamp för att få ned luftmotståndet på bilarna och 1940 var de nere på dagens nivåer om cW 0,3. Designen detta ledde fram till levde kvar i början av 1950-talet men kom sedan att konkurreras ut av den design amerikanska bilar sedan blivit känd för.
De bästa bilarna idag ligger på cirka cW 0,21. Moderna lastbilar ligger kring cW 0,5.
Extrema högfartsbyggen och moderna flygplan ligger ännu lägre. Värden nedåt 0,15 har rapporterats.
Vid hastigheter långt under ljudets är den mest strömlinjeformade kroppen en droppe med den tjocka änden framåt vars cW-värde ligger på cirka 0,05.
Redan här står klart att det inte är helt oproblematiskt att göra en bil strömlinjeformad. En sådan kropp kan nämligen inte sägas ha god aerodynamik eftersom bilen då tenderar att lyfta i höga farter.
Med dagens klimatdebatt har luftmotståndet återigen blivit ett modeord efter att ha kommit i skymundan under sena 50-talet och fram till tidiga 80-talet. 
Lägsta möjliga luftmotstånd uppnås dock inte alltid genom att göra kroppen så slät som möjligt. Ett exempel på det är en Porschemodell som kom för ett par år sedan [när?] vars ytterbackspeglar styrde undan luften från dörrhandtagen och därmed sänkte luftmotståndet.
Ett annat exempel är ytan hos golfbollar. De små groparna i golfbollen skapar små luftvirvlar som orsakar mindre turbulens och därmed mindre luftmotstånd än de stora luftvirvlar som bildats om bollen varit slät. Av denna anledning är de flesta golfspelare noga med att rengöra golfbollarna mellan varje hål.